# Гвардейское муниципальное образование
Гвардейское муниципальное образование — сельское поселение в Красноармейском районе Саратовской области Российской Федерации.
Административный центр — село Каменка.

## История
Статус и границы сельского поселения установлены Законом Саратовской области от 27 декабря 2004 года № 110-ЗСО «О муниципальных образованиях, входящих в состав Красноармейского муниципального района».

## Население
| 2002  | 2010  | 2011  | 2012  | 2013  | 2014  | 2015  |
| ----- | ----- | ----- | ----- | ----- | ----- | ----- |
| 1404  | ↘1368 | ↘1364 | ↘1326 | ↘1287 | ↘1270 | ↘1249 |
| 2016  | 2017  | 2018  | 2019  | 2020  | 2021  |       |
| ↗1251 | ↘1228 | ↘1201 | ↘1137 | ↘1123 | ↗1256 |       |

## Состав сельского поселения
| № | Населённый пункт | Тип населённого пункта       | Население |
| - | ---------------- | ---------------------------- | --------- |
| 1 | Гвардейское      | село                         | ↘419      |
| 2 | Даниловка        | село                         | ↘106      |
| 3 | Каменка          | село, административный центр | ↘843      |